# 캐나디안 (열차)

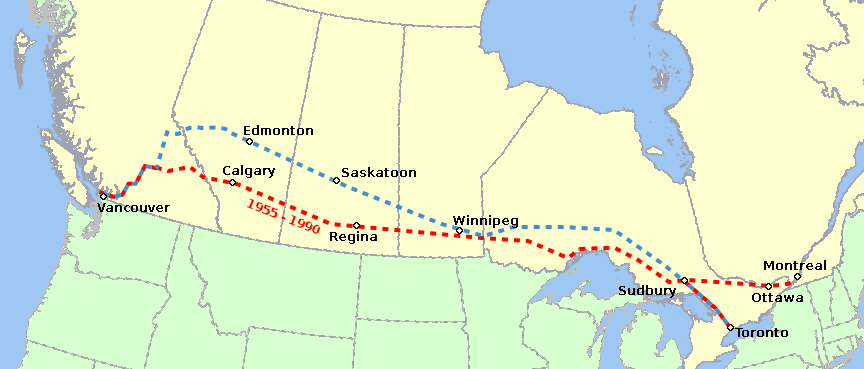
예전 경로(빨강)과 현재 경로(파랑)

캐나디안(영어: The Canadian)은 원래 캐나다 태평양철도가 달리던 대륙횡단열차이며, 현재는 VIA 철도가 운행하고 있다. 토론토의 유니온 역에서 밴쿠버의 태평양 중앙역까지 운행된다.

## 역사

### 캐나다 태평양 철도
1955년 4월 24일에 운행을 시작했다. 슈페리어호의 호안, 리자이나, 캘거리를 경유해 밴쿠버에 도달했으며, 토론토뿐만 아니라 몬트리올에서도 열차가 착발했었다. 하지만 1960년대부터 항공사와 경쟁과 자가용의 보급으로 승객수가 감소하기 시작했다. 캐나다 태평양 철도는 이 열차를 없애려고 했지만, 운행 빈도를 줄이고 캐나다 정부가 손실보전을 하는 조건으로 운행을 계속하게 되었다.

### VIA 철도
1978년 10월 29일 연방 국영기업인 VIA 철도가 생성된 후, 캐나다 태평양 철도를 포함한 전국 철도회사의 여객운송업을 담당하게 되었고, 기존의 경로를 따라 운행되었다. 하지만 1990년 1월 15일 정부의 보조삭감을 통해 새스커툰, 에드먼턴을 경유해 밴쿠버에 도착하는 슈퍼컨티넨털호가 역사에서 사라지게 되었으며, 캐나디언은 이 열차가 사용하던 경로로 옮겨지게 되었다. 또한 운행빈도도 주당3편으로 감편되었으며, 이에 따라 일부 철도동호회원들은 더 이상 이를 진정한 캐나디언으로 여기지 않는다고 한다.
하지만 여전히 열차 번호와 장비는 캐나다 태평양 철도가 사용하던 것을 물려받았다.

## 참고
- Classic Trains, Spring 2005, Kalmbach Publishing, ISSN 1527-0718 pg. 58–69

## 사진

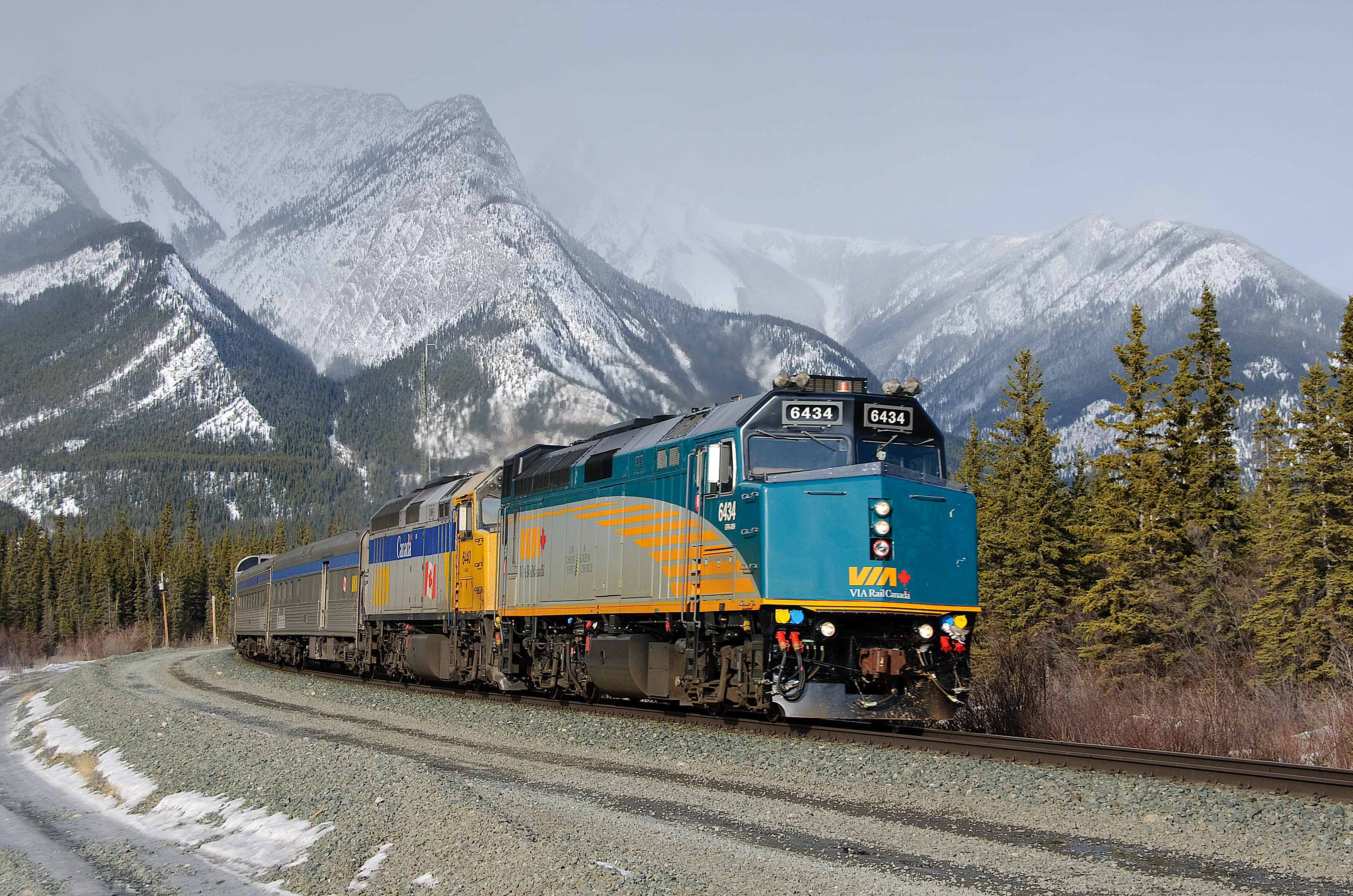
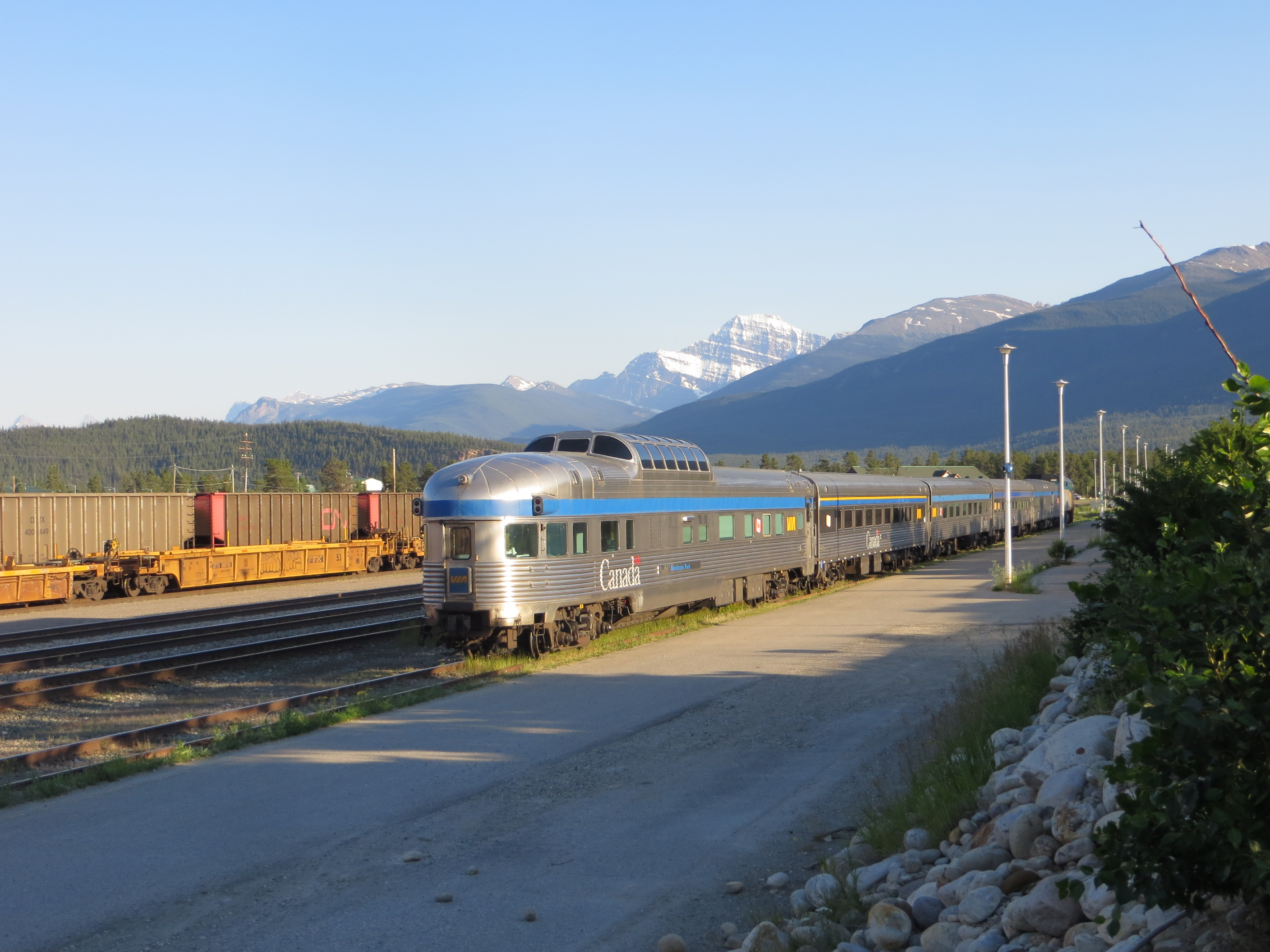
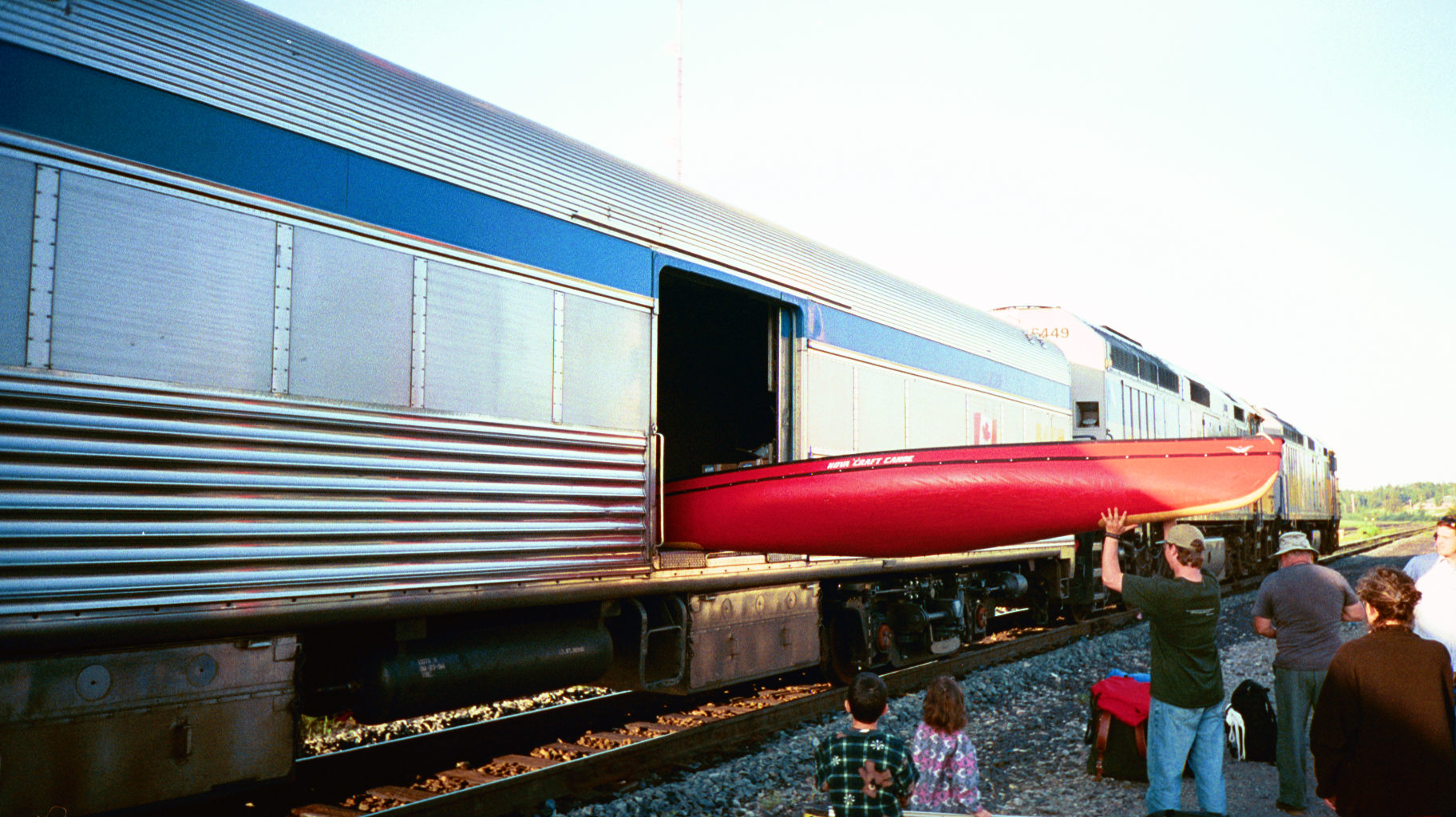
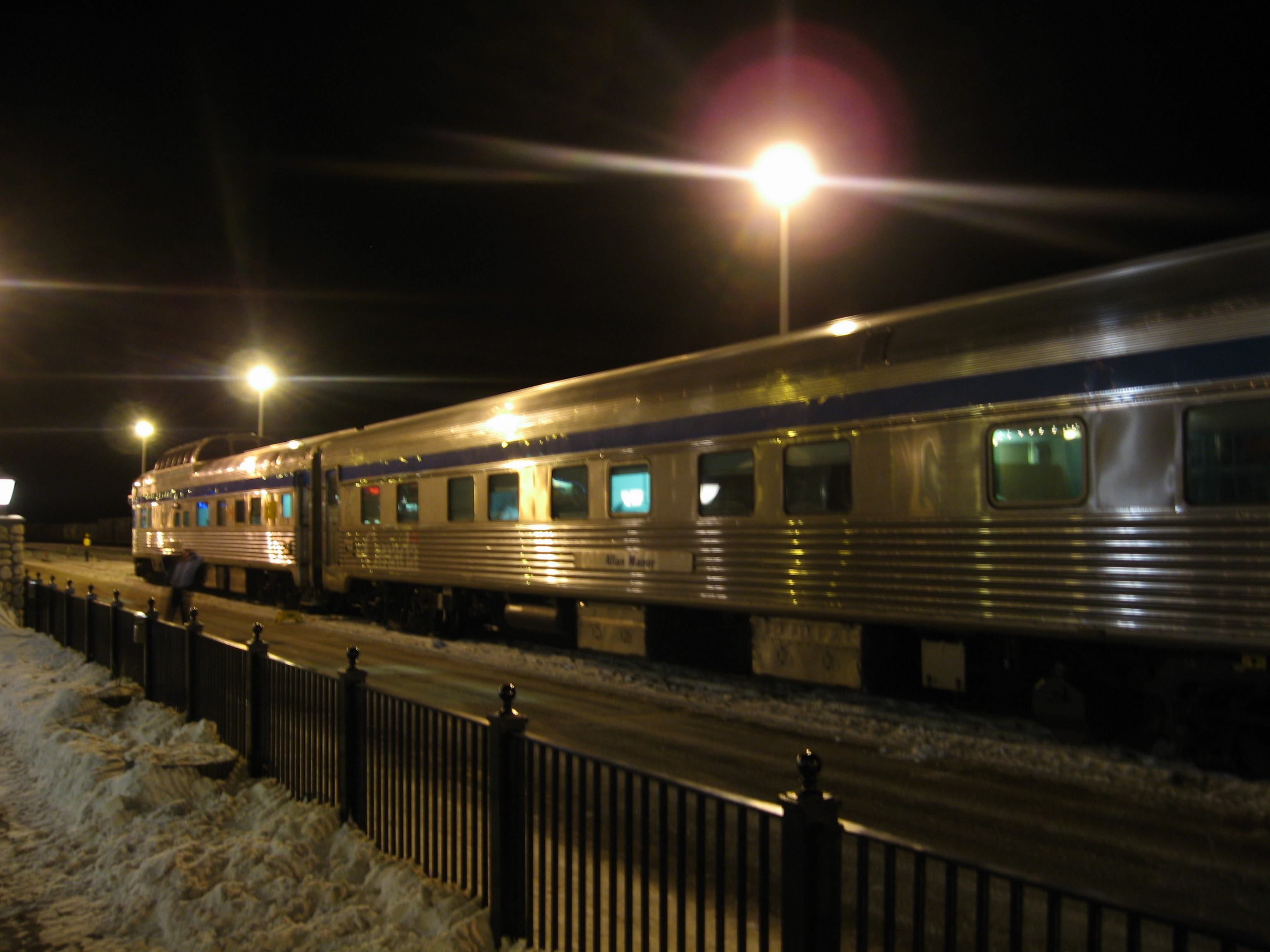
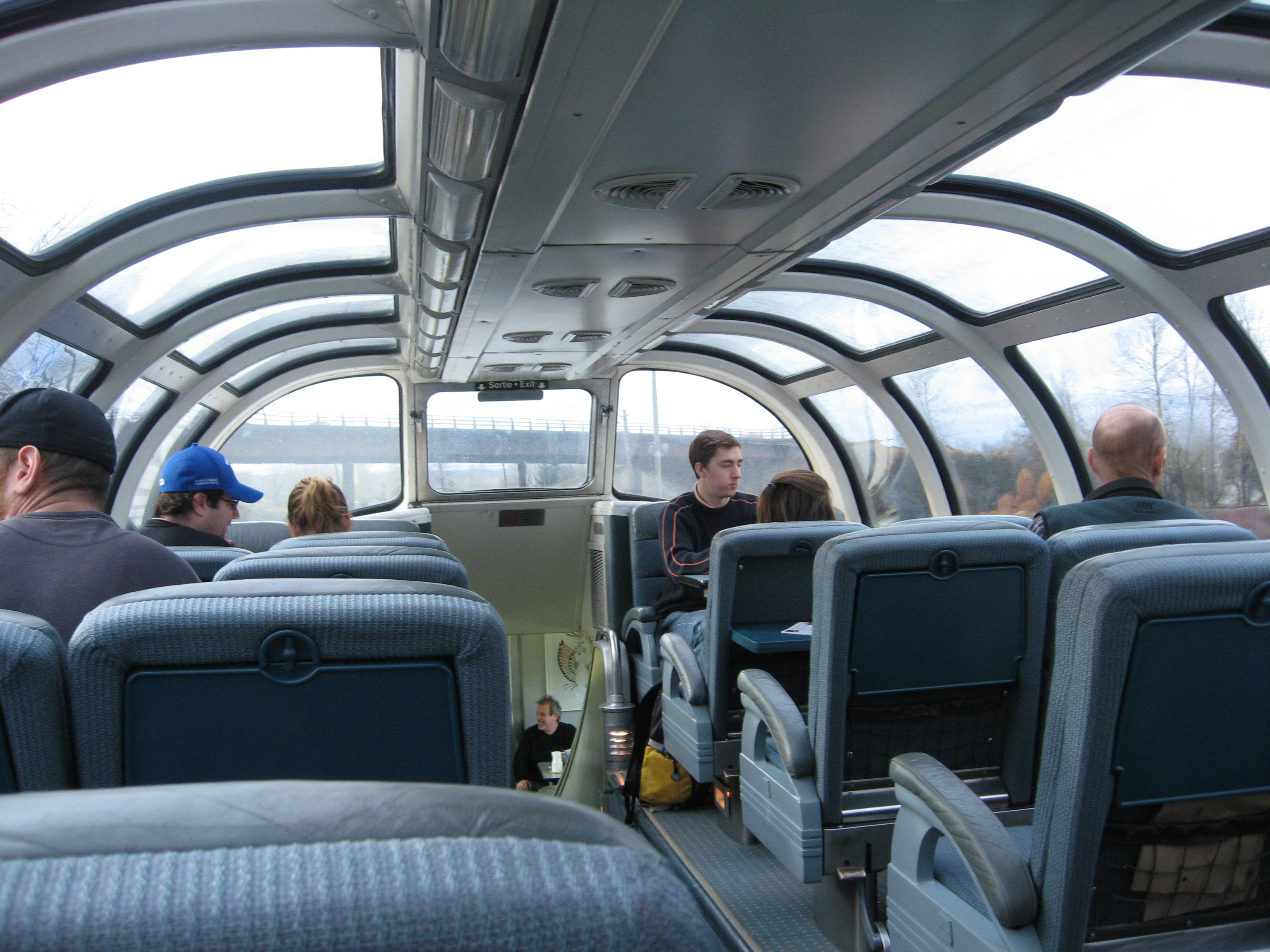
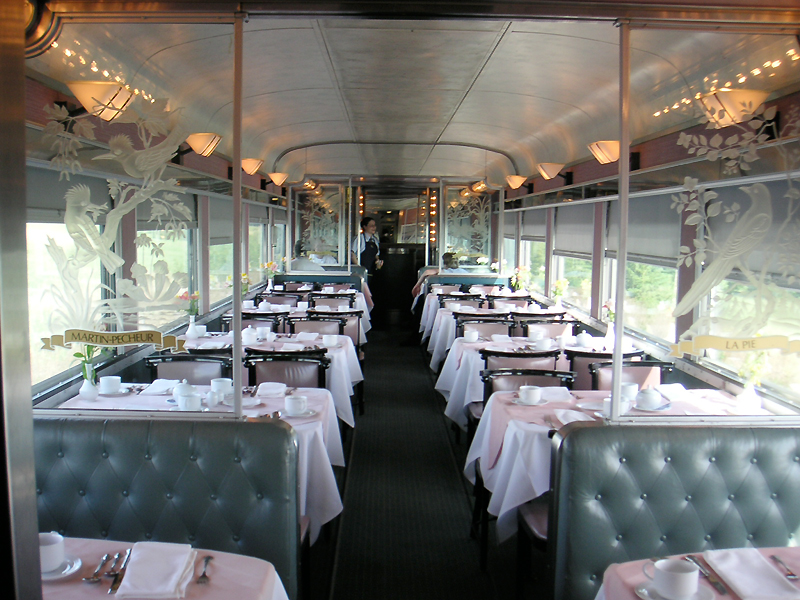